# Кипець
Кипець (Koeléria) — рід трав'янистих рослин родини злакових. Рід названо на честь Г. Л. Кьолера. Представники роду є рідними для усіх континентів окрім Австралії Австралії й Антарктиди; відсутній у пустелях і дощових лісах. Це багаторічники, з або без кореневищ, іноді однорічні. Листові пластини зазвичай дуже вузькі. Суцвіття — колосоподібна волоть, часто переривчаста, блискуча. Колосочки (1)2–8(13)-квіткові
В Україні зростають: кипець Біберштайна (Koeleria biebersteinii), кипець короткий (Koeleria brevis), кипець Делявіня (Koeleria delavignei), кипець сизий (Koeleria glauca), Koeleria pyramidata, кипець великоцвітий (Koeleria macrantha), кипець блискучий (Koeleria splendens).